# Cima della Fascia
La Cima della Fascia è una montagna delle Alpi Liguri alta 2495 m.

## Descrizione

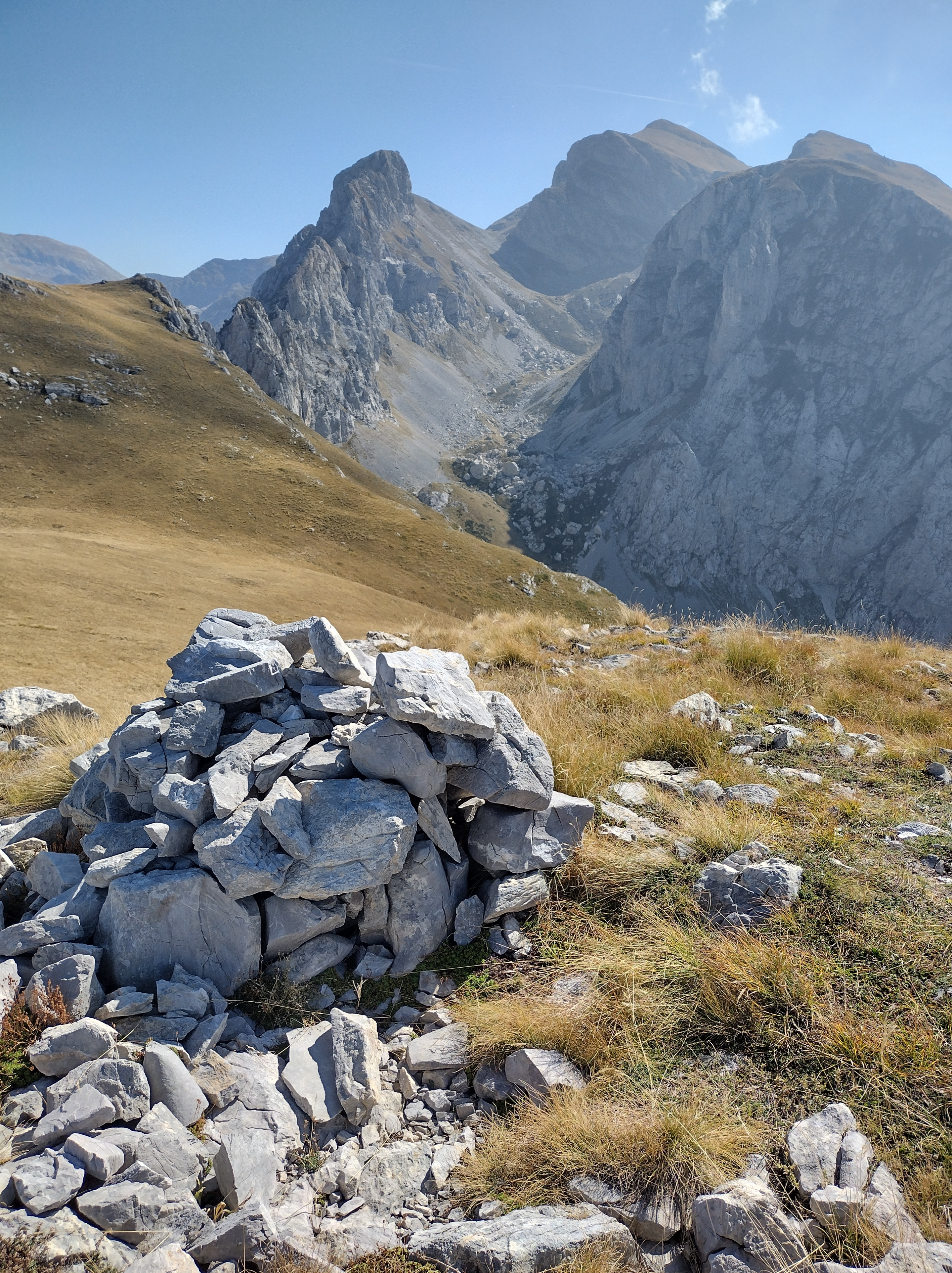
Al centro la cima della Fascia e, a sinistra, le Rocce del Cros

La montagna è la principale elevazione della costiera che divide la Valle Vermenagna dalla Valle Pesio. Verso sud la costiera, dopo la Punta San Salvatore, perde quota con la Colla Malaberga (2312 m) prima di risalire alla Testa Ciaudon. A nord il crinale, dopo il Colletto del Cros (2295 m) e la bastionata calcarea delle Rocce del Cros, prosegue verso il Monte Jurin e la Punta Mirauda.
Sulla Cima della Fascia, dalla quale si gode di un vastissimo panorama, sorge un grosso ometto di pietrame che sorregge una croce metallica, alla base della quale in un contenitore stagno è custodito il libro di vetta. La sua prominenza topografica è di 276 metri ed è data dalla differenza di quota tra la vetta (2495 m) e il punto di minimo situato in corrispondenza della Colla Bassa di Malaberga (2219 m). I versanti della montagna affacciati sulla Val Pesio fanno parte del Parco naturale del Marguareis.

## Geologia

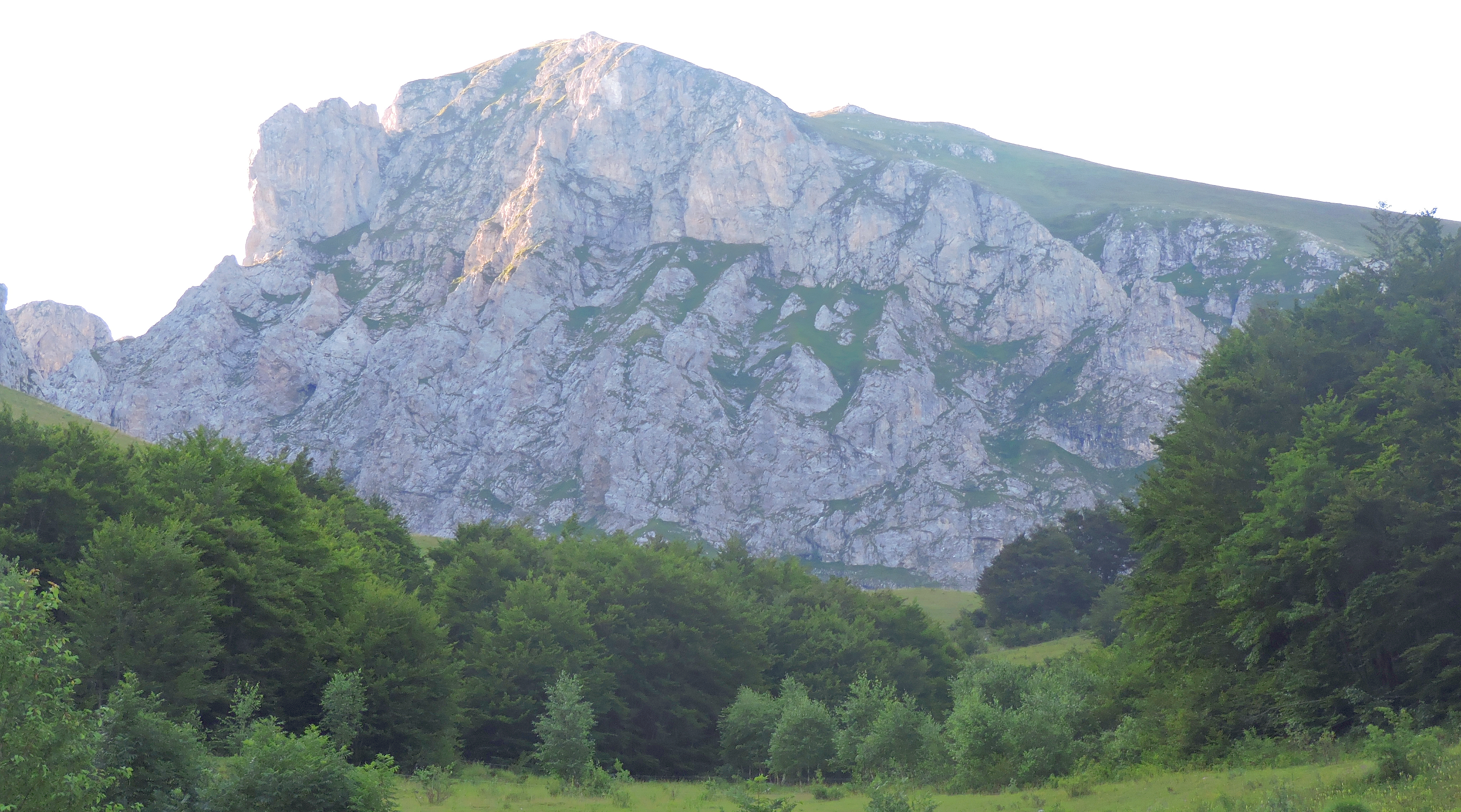
Le pareti calcaree affacciate sul Vallone del Cros

La zona dove sorge la montagna è di natura carsica. La Cima della Fascia in particolare è caratterizzata alla propria base da rocce calcaree di origine triassica, da calcari giurassici nella parte intermedia dei propri versanti e da rocce di tipo scistoso di origine eocenica verso la sommità.

## Accesso alla vetta

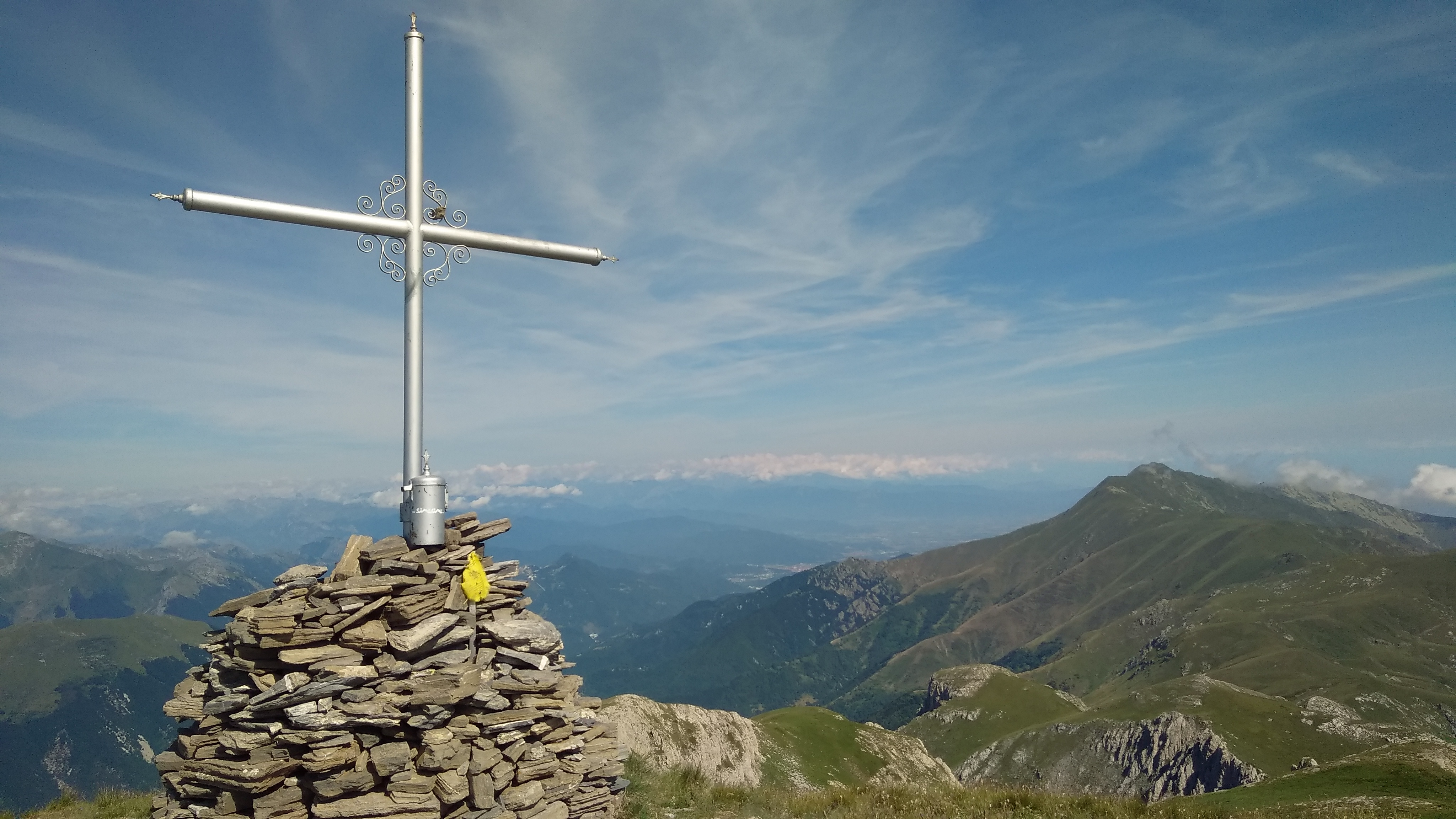
La croce di vetta

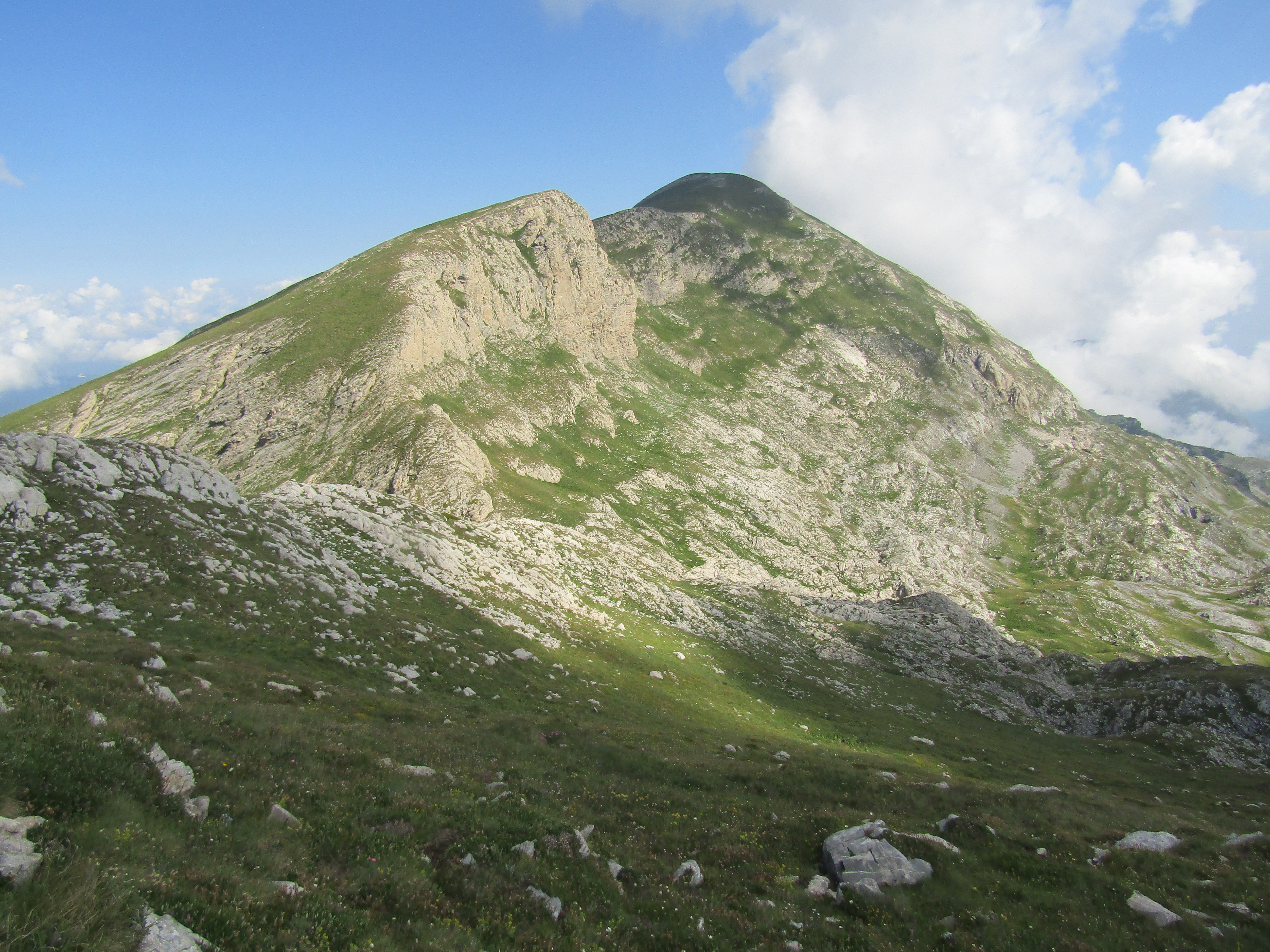
La montagna vista dalla zona della Colla Piana

La Cima della Fascia può essere raggiunta da Limone Piemonte con un itinerario di una difficoltà escursionistica E o EE.
La montagna è anche una classica meta di escursioni scialpinistiche, considerata di difficoltà BS.